# Fernando Aguiar
Fernando João Lobo Aguiar (Chaves, 18 de março de 1972), ou apenas Fernando Aguiar, é um ex-futebolista canadiano de ascendência portuguesa.

## Carreira
Embora tivesse iniciado a carreira no futebol canadiano em 1991, no Toronto Blizzard, Fernando Aguiar dedicou a maior parte dos seus 23 anos como futebolista profissional atuando em clubes portugueses, principalmente com as camisas de Beira-Mar e Gondomar. Jogou também por Marítimo, Nacional da Madeira, Maia e União de Leiria antes de sair do Benfica em 2004 para uma curta passagem pelo futebol sueco, jogando apenas 1 partidas pelo Landskrona BoIS antes de voltar a Portugal no mesmo ano, sendo contratado pelo Penafiel. Foi ele quem marcou o gol da vitória no jogo entre o Benfica e o Vitória de Guimarães, marcado pela morte do húngaro Miklós Fehér. Segundo o volante, aquele foi o "pior gol de sua vida".
Aposentou-se em 2009, mas voltou aos gramados em novembro de 2013, aos 41 anos, para jogar no Pedrouços, onde encerraria de vez a carreira de jogador no ano seguinte.

## Seleção Canadiana
Tendo optado em defender a Seleção Canadiana, Aguiar jogou 13 partidas pelos Canuks entre 1995 e 1999, não marcando nenhuma vez. Ironicamente, sua estreia foi contra Portugal, seu país de origem.

## Palmares:
- 1 Taça de Portugal 2003/2004